# Вейс, Александр Робертович
Александр Робертович Вейс (латыш. Aleksandrs Veiss) (22 сентября 1918 — 6 августа 1985) — советский физикохимик, кандидат химических наук, профессор, член-корреспондент Академии наук Латвийской ССР. Член КПСС с 1960 года.
После окончания химического факультета Латвийского Государственного университета (1946) с 1947 года работал там же — ассистент, старший преподаватель. В 1956 году защитил кандидатскую диссертацию «Сорбционные свойства кристаллических модификаций гидроокиси алюминия в водных растворах электролитов».
С 1958 года доцент, декан химического факультета (1959—1962), заведующий кафедрой неорганической и аналитической химии, проректор по учебной работе (1962—1963), с 1963 по 1985 — ректор Рижского политехнического института.
Кандидат химических наук, профессор, член-корреспондент Академии наук Латвийской ССР (1975).
Заслуженный деятель науки и техники Латвийской ССР.
Кандидат в члены ЦК Компартии Латвии. Избирался депутатом Верховного Совета Латвийской ССР восьмого и девятого созывов.
Умер в Риге 6 августа 1985 года. Похоронен на кладбище Матиса.
Во второй половине 1980-х годов предлагалось переименовать рижскую улицу Азенес в честь Александра Вейса.